# Csata DSE
Csata Diáksport Egyesület (Rövidített név: Csata DSE - Cím. 1135 Budapest, Csata utca 20.) - Magyarország egyik legsikeresebb utánpótlás kosárlabda klubja.

## Története
A Csata DSE 1995-ben, Budapest XIII. kerületében jött létre és azóta is a Csata Utcai Általános Iskola - ma már felújított - tornacsarnoka ad otthont az egyesületnek, mely fennállása alatt több mint 50 utánpótlás bajnoki címmel rendelkezik a női kosárlabda sportágban. A Csata DSE életében még nem volt olyan bajnoki év, amelyben valamelyik korosztályos csapata ne szerzett volna országos bajnoki érmet.
A küldetése a női professzionális kosárlabda sport minőségi alapjainak megteremtése, kiválasztott tehetségek toborzása, képzése, fejlesztése, versenyeztetése hazai és nemzetközi környezetben, hogy így biztosítsa a magyar női kosárlabdasport utánpótlásának magját, egy mindig újuló és erősödő stábbal.
Az egyesület jelenleg 6 korosztályban, csaknem 200 versenyzővel rendelkezik a 10 éves korosztálytól a felnőtt, NB I/B keretig.
2024-ben új edzés- és mérkőzéshelyszínnel bővült az egyesület, a Bp. XIII. ker. Népfürdő utcában található E.ON Sporttelep (az egykori Budapesti Elektromos Művek Sportcsarnoka) használatával, mely akár 650 fő befogadására és NB I/A színvonalú mérkőzések megrendezésére is alkalmas.

## Alapítók
- Tursicsné Iván Krisztina [2], Elnök / Szakedző
- Tursics Sándor [3], Szakmai vezető

## Nevelt nemzeti válogatott játékosok
- Boros Júlia (szül.: 2002, Jelenlegi csapata: TARR KSC Szekszárd)
- Horváth Bernadett Katalin (szül.: 1996, Jelenlegi csapata: TARR KSC Szekszárd)
- Lelik Réka (szül.: 1999, Jelenlegi csapata: DVTK)
- Mányoky Réka (szül.: 2001, Jelenlegi csapata: TARR KSC Szekszárd)
- Toman Petra (szül.: 2005, Jelenlegi csapata: DVTK)

## Eredmények
2024/2025. évben
- NB I/B: Női Amatőr NB I. Piros csoport: 2. helyezett (Alapszakasz mutató: 13-1, Dobott / kapott pontok: 1323-661)
- NB I/B: Hepp-kupa 2. helyezett [4]
- Junior: Nemzeti Leány Junior Bajnokság 4. helyezett [5]
- Kadett A: Nemzeti Leány Kadett Bajnokság "A" döntő 1. helyezett [6]
- Kadett B: Nemzeti Leány Kadett Bajnokság 11. helyezett / "B" döntő 3. helyezett [7]
- Kadett: Dynasty Hoops Tournament 2025, USA 1. helyezett [8]
- U15: 16 Csapatos Nemzetközi Kosárlabda Torna, Ostia (Olaszország) 1. helyezett [9]
- Serdülő: Nemzeti Leány Serdülő Bajnokság: 1. helyezett [10]
- U14: 10 Csapatos Nemzetközi Kosárlabda Torna, Ostrava (Csehország) 1. helyezett [11]
- U12: Nemzeti Gyermek Bajnokság: 1. helyezett [12]
- Kenguru: szakmai torna bajnok

2023/2024. évben:
- Junior: Nemzeti Leány Junior Bajnokság 8. helyezett
- Kadett: Nemzeti Leány Kadett Bajnokság "A" döntő 1. helyezett [13]
- Serdülő: Nemzeti Leány Serdülő Bajnokság 1. helyezett [14]

2022/2023. évben:
- Junior: Nemzeti Leány Junior Bajnokság 1. helyezett
- Kadett: Nemzeti Leány Kadett Bajnokság "A" döntő 6. helyezett
- Serdülő A: Nemzeti Leány Serdülő Bajnokság 4. helyezett
- Serdülő B: Nemzeti Leány Serdülő Bajnokság 5. helyezett

2021/2022. évben:
- Junior: Nemzeti Leány Junior Bajnokság 1. helyezett
- Kadett: Nemzeti Leány Kadett Bajnokság "A" döntő 1. helyezett
- Serdülő: Nemzeti Leány Serdülő Bajnokság 5. helyezett

2020/2021. évben:
- Junior: Nemzeti Leány Junior Bajnokság 1. helyezett
- Kadett: Nemzeti Leány Kadett Bajnokság "A" döntő 1. helyezett
- Serdülő: Nemzeti Leány Serdülő Bajnokság 3. helyezett